# Lasionycta hospita
Lasionycta hospita là một loài bướm đêm thuộc họ Noctuidae. Loài này có ở dãy núi Siberia phía nam và vùng Amur và Primorye.